# Região Administrativa de Ribeirão Preto
- A Região Administrativa de Ribeirão Preto (RA15) é uma área de governo criada pelo poder executivo do estado de São Paulo e reúne 25 municípios de sua área central, que concentram mais de um milhão de habitantes. As maiores são Ribeirão Preto com 703 mil habitantes, Sertãozinho com 118 mil habitantes, Jaboticabal com 75 mil habitantes e Monte Alto com 49 mil habitantes.
- Os Municípios da Região Administrativa de Ribeirão Preto podem fazer parte de um projeto de lei que propõe a implementação da futura região metropolitana de Ribeirão Preto RMRP[2][3]
- Regiões de Governo
- Ribeirão Preto

## Municípios
| Município                | Área (km²) | População (2014) | PIB (2011)      | IDH (2000)  | Distância a Ribeirão Preto (Km) |
| ------------------------ | ---------- | ---------------- | --------------- | ----------- | ------------------------------- |
| Altinópolis              | 929,426    | 16 159           | 338 942,488     | 0,823 alto  | 70                              |
| Barrinha                 | 146,567    | 30 873           | 341 934,599     | 0,766 médio | 38                              |
| Brodowski                | 502.482    | 23 134           | 290 426,034     | 0,805 alto  | 30                              |
| Cajuru                   | 660,687    | 25 009           | 304 828,231     | 0,783 médio | 64                              |
| Cássia dos Coqueiros     | 190,916    | 2 640            | 42 220,872      | 0,796 médio | 81                              |
| Cravinhos                | 311,341    | 33 831           | 577 332,341     | 0,756 alto  | 24                              |
| Dumont                   | 110,866    | 9 028            | 111 683,204     | 0,802 alto  | 18                              |
| Guariba                  | 270,454    | 38 128           | 624 156,139     | 0,756 médio | 55                              |
| Guatapará                | 412,637    | 7 394            | 143 315,773     | 0,776 médio | 62                              |
| Jaboticabal              | 706,499    | 75 436           | 1 842 390,502   | 0,815 alto  | 57                              |
| Jardinópolis             | 503,355    | 41 228           | 605 857,557     | 0,808 alto  | 24                              |
| Luís Antônio             | 598,439    | 13 046           | 646 740,881     | 0,795 médio | 55                              |
| Monte Alto               | 347,119    | 49 186           | 1 090 215,776   | 0,813 alto  | 78                              |
| Pitangueiras             | 429,577    | 37 860           | 663 411,743     | 0,764 médio | 49                              |
| Pontal                   | 356,320    | 45 119           | 733 379,009     | 0,792 médio | 37                              |
| Pradópolis               | 167,202    | 19 450           | 828 326,431     | 0,798 médio | 35                              |
| Ribeirão Preto           | 650,366    | 658 059          | 18 498 184,616  | 0,855 alto  | 0                               |
| Santa Cruz da Esperança  | 147,819    | 2 070            | 44 550,396      | 0,794 médio | 50                              |
| Santa Rosa de Viterbo    | 289,669    | 25 459           | 467 523,511     | 0,804 alto  | 80                              |
| Santo Antônio da Alegria | 309,677    | 6 692            | 109 109,689     | 0,777 médio | 96                              |
| São Simão                | 617,964    | 15 041           | 290 065,43      | 0,801 alto  | 60                              |
| Serra Azul               | 282,846    | 12 908           | 97 707,734      | 0,742 médio | 45                              |
| Serrana                  | 125,744    | 42 264           | 560 465,462     | 0,775 médio | 25                              |
| Sertãozinho              | 402,803    | 118 864          | 4 343 045,374   | 0,833 alto  | 21                              |
| Taquaral                 | 54,208     | 2 817            | 46 313,957      | 0,765 médio | 83                              |
| Total                    | 9 524,983  | 1.351.695        | R$ 33,6 bilhões | 0,805 alto  | —                               |

## Infraestrutura
Aeroportos
- Aeroporto de Ribeirão Preto
- Aeroporto de Sertãozinho

Porto seco
- EADI (Porto seco) de Ribeirão Preto

Rodoviárias
- Terminal Rodoviário de Ribeirão Preto
- Mini Rodoviária Jardim Paulista - Ribeirão Preto
- Terminal Rodoviário de Sertãozinho
- Terminal Rodoviário de Jaboticabal